# 嵇直
嵇直（1901年—1983年1月3日），江蘇鎮江人，中華人民共和國官員。俄罗斯自然科学院院士嵇辽拉之父。

## 生平
嵇直生于镇江布业公所巷8号，1922年創辦《新镇江周报》，同年3月加入中国社会主义青年团。6月，嵇直在上海开办小型工人补习班。1923年1月，在嵇直位於上海劳勃生路住处成立社会主义青年团上海第四支部，嵇直担任支部书记，並參與創辦沪西工友俱乐部。。1925年8月转为中共党员，赴东方劳动者共产主义大学学习。1925年五卅运动發生後，嵇直回到上海，与恽代英、邓中夏等从事工人运动。1926年10月，他被中共中央派赴苏联远东地区任教员，后转为苏共党员，並在海参崴與自己的俄語老師贝列罗莫娃結婚，育有一子嵇辽拉。苏联大肃反时，他被开除党籍、解除公职。後作为苏联军官，先后参加對日本、德国戰爭，在对日作战中腹部受重伤，在苏德战争中，获得红星等多枚勋章。曾任苏共中央《毛泽东选集》翻译组成员。1955年7月，嵇直回到中華人民共和國，並恢复中共党籍，任公安部办公厅副主任等职。後中苏交恶，嵇直被调离公安，文革开始，嵇直以“苏修特嫌”调到农业部和北京图书馆工作。1968年被捕入狱，1975年出獄。粉碎四人帮後被平反，并增补为全国政协委员。
1983年1月3日因病在北京去世。